# Landbouwbedrijf

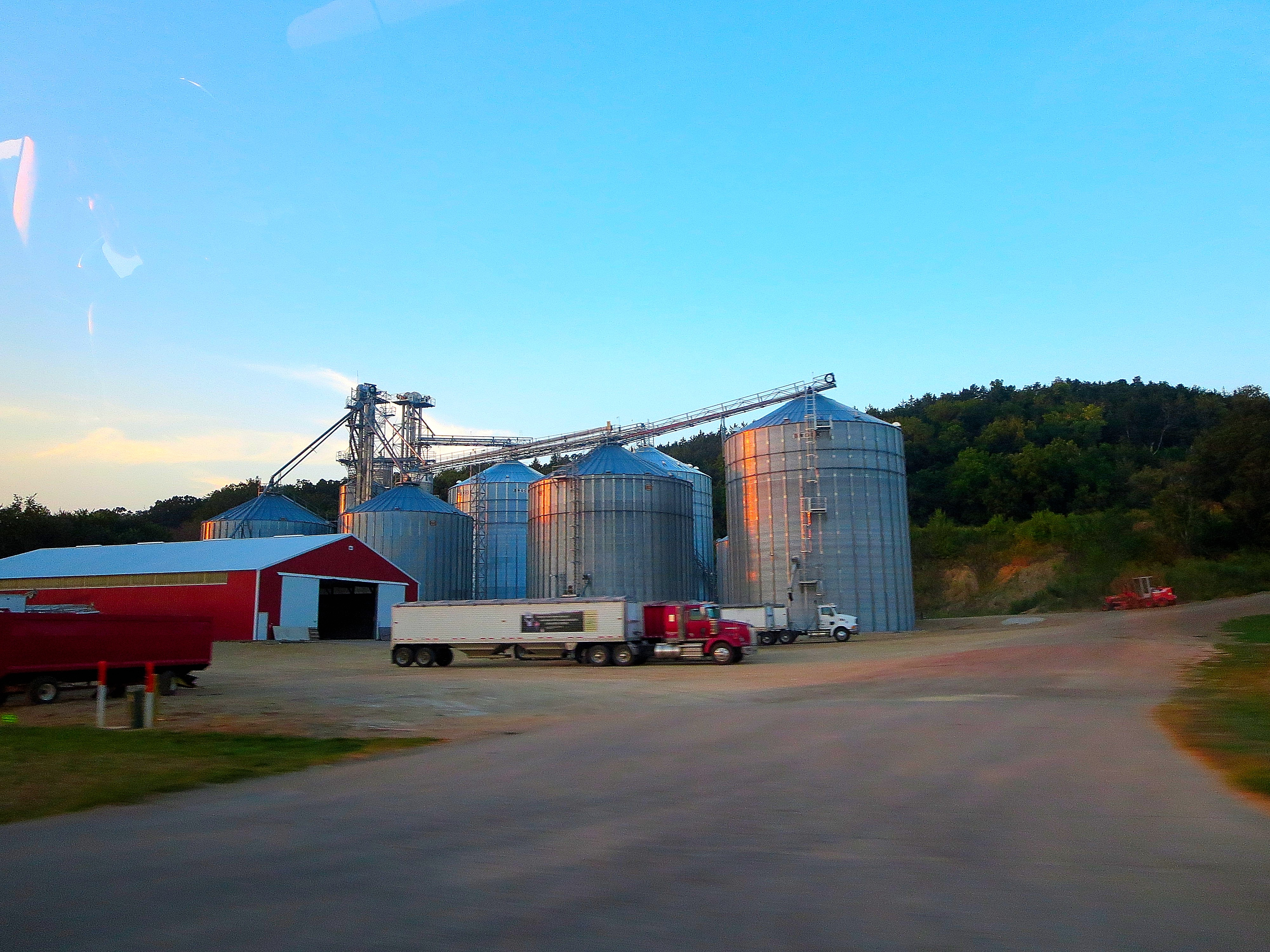
Amerikaans landbouwbedrijf

Een Landbouwbedrijf of boerenbedrijf is een onderneming die zich toelegt op agrarische activiteiten. Landbouwbedrijven kunnen worden onderverdeeld op basis van hun productierichting, zoals akkerbouw, veeteelt, tuinbouw, fruitteelt of een combinatie daarvan (gemengd bedrijf). Daarnaast kan men landbouwbedrijven ook onderscheiden naar de wijze van bedrijfsvoering en beheersvorm, zoals gezinsbedrijf, grootbedrijf, staatsbedrijf (bijvoorbeeld sovchoz) of collectief bedrijf (bijvoorbeeld kolchoz of kibboets).
In het dagelijks spraakgebruik worden de termen landbouwbedrijf en boerenbedrijf vaak als synoniem gebruikt voor boerderij of boerenhuis. Dat is ook het geval in het Duits (Bauernhof) en het Frans (ferme). In andere Europese talen, zoals het Engels, Deens, Spaans en Portugees, wordt wel degelijk onderscheid gemaakt tussen het landbouwbedrijf (farm, bondegård, granja of quinta) en het eigenlijke boerenhuis (farmhouse, bondehus, casa rural of cortijo).

## Referentie
1. ↑  "landbouwbedrijf - de betekenis volgens Oosthoek Encyclopedie". Gearchiveerd op 24 juli 2025. Geraadpleegd op 24 juli 2025.